# 싸이에인
싸이에인(영어: thiane)은 헤테로고리 화합물이며 화학식이 (CH2)5S인 유기 황 화합물이다. 싸이에인은 탄소 원자 5개와 황 원자 1개로 구성된 포화된 6원자 고리 화합물이다. 싸이에인은 무색의 액체이다. 싸이에인은 다음과 같이 1,5-다이브로모펜테인과 황화 나트륨의 반응으로 제조할 수 있다.
Br-(CH2)5-Br + Na2S → (CH2)5S + 2NaBr

## 같이 보기
- 다이싸이에인